# Menachem Mendel Schneerson

Menachem Mendel Schneerson (1987) (unten die Unterschrift Schneersons).

Menachem Mendel Schneerson (hebräisch מנחם מענדל שניאורסאהן) (geboren am 18. April 1902 in Nikolajew, Gouvernement Cherson, Russisches Kaiserreich; gestorben am 12. Juni 1994 in New York, Vereinigte Staaten von Amerika) war von 1950 bis zu seinem Tod „der Rebbe“ der Chabad-Bewegung, einer chassidischen Gruppierung innerhalb des orthodoxen Judentums. Gegen Ende seines Lebens wurde er von vielen Chabad als der Messias angesehen. Auch nach seinem Tod und der bisher ausgebliebenen Auferstehung, und obwohl er dies nie von sich selbst annahm, glauben einige jüdische Gruppen weiterhin daran, dass in ihm der Messias erschienen sei (Messias-Kontroverse).

## Leben
Menachem Mendel Schneerson war der älteste Sohn der Rebbetzin Chana Schneerson, geborene Yanovsky (1880–1964) und des Kabbalisten und Rabbiners Levi Yitzchak Schneerson (1878–1944), der von 1909 bis 1937 die Gemeinde von Jekaterinoslaw als Rabbiner leitete. Er wuchs gemeinsam mit zwei jüngeren Brüdern auf. 1923 traf er erstmals persönlich seinen Cousin zweiten Grades, Rabbi Yosef Yitzchak Schneersohn.
Im Jahre 1928 heiratete er dessen Tochter Chaya Moussia (1901–1988). Anschließend zog er nach Berlin, wo er ein Studium aufnahm. Wegen der nationalsozialistischen Bedrohung zog er 1933 nach Paris um. 1940 besetzte die Wehrmacht Paris. Mit einem der letzten Züge flüchtete Schneerson nach Vichy. Von da aus ging er nach Nizza und emigrierte 1941 nach New York. Seine Schwester und ihr Ehemann wurden 1942 im KZ Treblinka ermordet. Bereits in Paris unterstützte er seinen Schwiegervater bei der administrativen Leitung der Lubawitscher Bewegung. 1951, ein Jahr nach dem Tod seines Schwiegervaters, übernahm er formell die Führung der Bewegung.

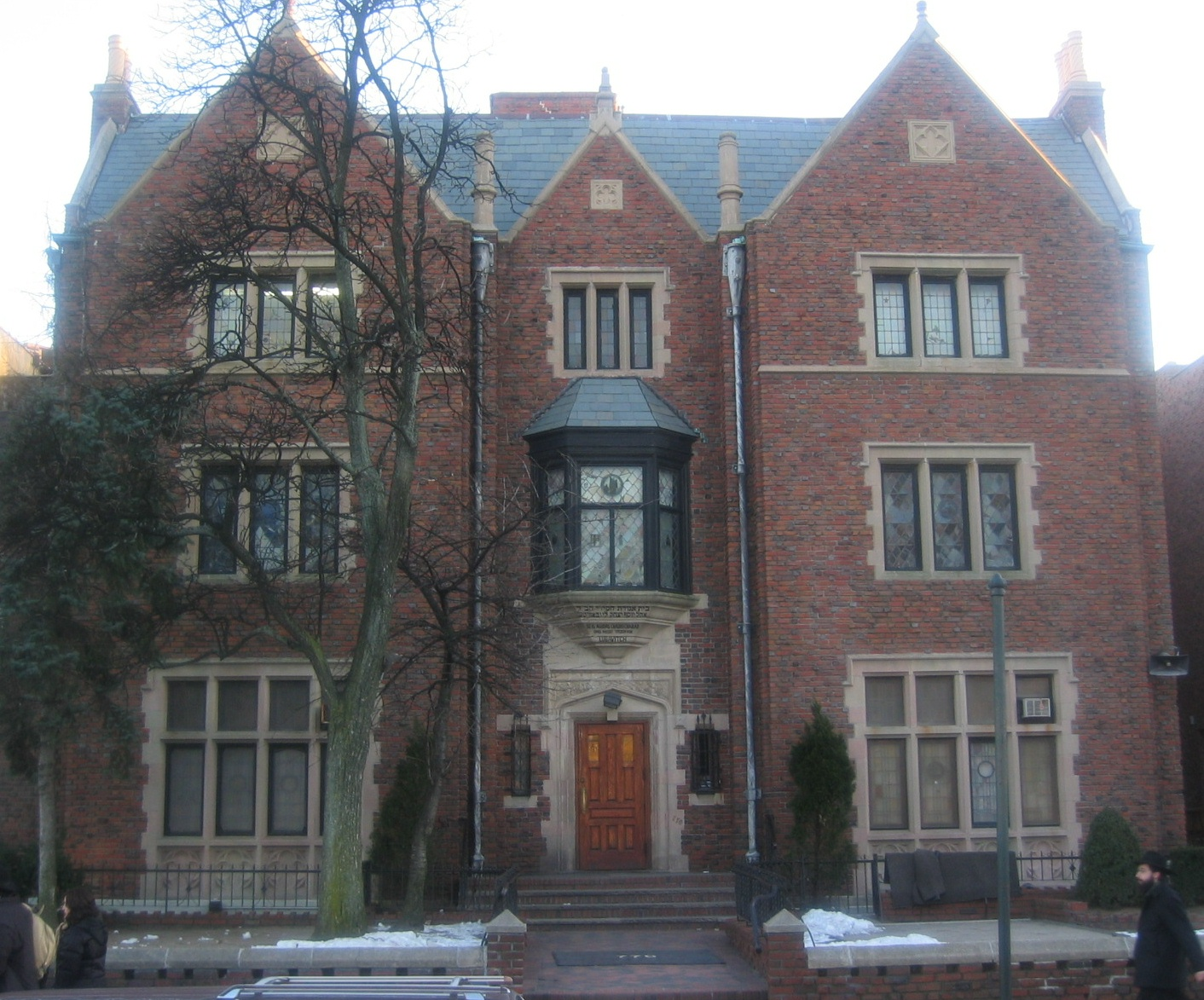
Die Lubawitscher Synagoge auf 770 Eastern Parkway

Schneerson, der von Rabbi Josef Rosen, dem „Rogatschower Gaon“, ordiniert wurde, war ein wichtiger Vertreter des chassidischen Judentums und war das siebte und vorerst letzte spirituelle Oberhaupt der Lubawitscher Bewegung.
Abgesehen von drei Besuchen eines Ferienlagers für Kinder in den Catskill Mountains in den späten 1950er Jahren, verließ Schneerson ab 1951 kein einziges Mal New York City. Sogar den Bezirk Crown Heights in Brooklyn verließ er kaum, außer für Besuche am Grab seines Schwiegervaters in Queens, New York. Ein Jahr nach dem Tod seiner Frau 1988, als das traditionelle Jahr jüdischer Trauer zu Ende war, übersiedelte er in sein Arbeitszimmer oberhalb der zentralen Lubawitscher Synagoge auf 770 Eastern Parkway.
1983 legte der US-Kongress aus Anlass des 80. Geburtstages von Schneerson seinen Geburtstag als nationalen Tag der Erziehung (Education Day, USA) fest und verlieh ihm die National Scroll of Honor.
Rabbi Schneerson empfing mehrmals pro Woche in den Nachtstunden Besucher für private Treffen, Kollegs (hebräisch יחידות jechidut). Mit dem Wachstum der Chabad-Bewegung und steigender Arbeitslast schränkte Schneerson diese Treffen zunehmend ein. Ab April 1986 wurden sie gänzlich abgeschafft, stattdessen empfing Schneerson jeden Sonntag Tausende Menschen, die einzeln von ihm einen US-Dollar-Schein erhielten, der für wohltätige Zwecke (hebräisch Zedaka) gespendet werden sollte. Menschen nutzten diese kurze Begegnung oft für die Bitte um Rat oder einen Segen.
1992 erlitt Schneerson einen Schlaganfall, während er an der Grabstätte seines Schwiegervaters betete. In Folge blieb er auf der rechten Körperseite gelähmt und konnte nicht mehr sprechen.
Im Juni 1994 verstarb Schneerson in einem New Yorker Spital.
Für sein Lebenswerk und für seine „außergewöhnlichen und anhaltenden Beiträge zu weltweiter Erziehung, Moral und Taten der Güte“ wurde Schneerson postum mit der höchsten zivilen Auszeichnung des US-amerikanischen Kongresses, der Congressional Gold Medal, bedacht.
Am 18. November 2001 wurde an seinem ehemaligen Wohnort, Berlin-Moabit, Hansa-Ufer 7, eine Gedenktafel enthüllt.

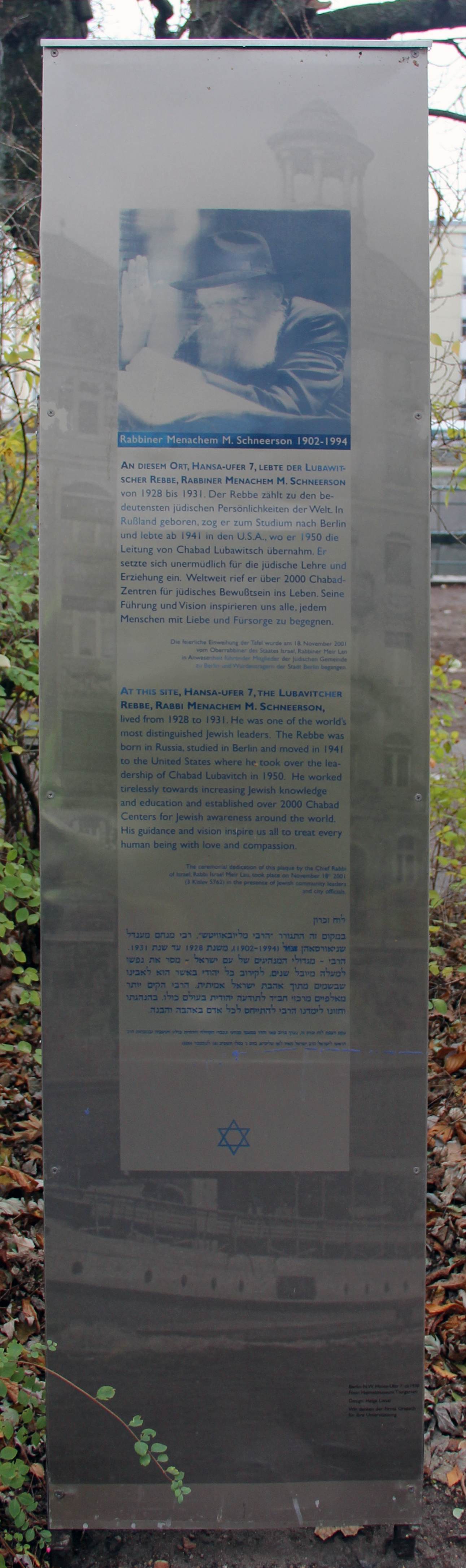
Die Gedenktafel in Berlin am Hansa-Ufer 7

## Werk und Aktivitäten
Besondere Aufmerksamkeit widmete Rabbi Schneerson dem Studium der Tora. Er selbst war auf diesem Gebiet ein sehr produktiver Autor; allein seine Werke zu den Wochenabschnitten der Tora Likkute Sichot und Sefer HaSichot umfassen zusammen 49 Bände. Teile seiner umfangreichen Korrespondenz wurden unter dem Titel Igrot Kodesch in bisher 28 Bänden veröffentlicht; seine englischsprachige Korrespondenz unter dem Titel Letters from the Rebbe (4 Bd.) bzw. The Letter and the Spirit.
Seine stets in der Synagoge 770 Eastern Parkway vorgetragenen Erklärungen zur Tora wurden unter folgenden Titeln veröffentlicht:
- Maamarim Melukat (5 Bd.)
- Likkute Sichot (39 Bd.) – Erklärungen zu den Wochenabschnitten der Tora
- Sefer HaSichot (10 Bd.) – Erklärungen zu den Wochenabschnitten der Tora
- Biurim le-Ferusch Raschi al ha-Tora (5 Bd.) – Erklärungen zu Raschis Kommentar zum Pentateuch
- Haggada Schel Pesach (2 Bd.) – Erklärungen zur Haggada und dem Pessachfest
- Hadranim Al ha-Schass (2 Bd.) – Erklärungen zum Talmud

Diese Werke wurden alle von R. Menachem M. Schneerson redigiert. Die wesentlich umfangreichere Ausgabe seiner unredigierten Tora-Interpretationen unter dem Titel Torat Menachem – Hitwaadujot befindet sich in Arbeit. Derzeit sind 35 Bände (behandelt die Jahrgänge 1951–1962; Stand April 2008) in einer neuen Ausgabe, und 43 Bände (beinhaltet die Jahrgänge 1982–1992) in einer alten Ausgabe verfügbar.
Unter Schneerson wurden tausende junge Chabad-Rabbiner und ihre Frauen ausgebildet, die als Schluchim (hebr. Gesandte, zu hebräisch שלוחים schluchim) in alle Weltteile entsandt wurden, um jüdische Gemeinden zu unterstützen.
Schneerson initiierte insgesamt zehn Mitzwa-Kampagnen, mit denen Juden zu verstärkter Observanz der religiösen Gebote (hebr. Mitzwot) bewegt werden sollten. Besonders betont wurden dabei das Legen von Tefillin, das Zünden von Schabbatkerzen durch jüdische Frauen und Mädchen, das Tora-Studium und Kaschrut, die jüdischen Speisegesetze.
Schneerson traf grundsätzlich keine Entscheidungen der Halacha. In folgenden Ausnahmefällen meldete er sich dennoch zu Wort: bezüglich des Verbots, ein Mikrofon in der Synagoge am Schabbat und jüdischen Feiertag zu verwenden; im Zusammenhang mit Schiffen in jüdischem Besitz, die am Schabbat betrieben werden; seine Position, dass die Halacha die Aufgabe von eroberten Gebieten für vermeintlichen Frieden verbiete; und seine jahrzehntelangen Bemühungen, das Rückkehrgesetz des Staates Israel an der Halacha auszurichten.